# Test du dessin du bonhomme

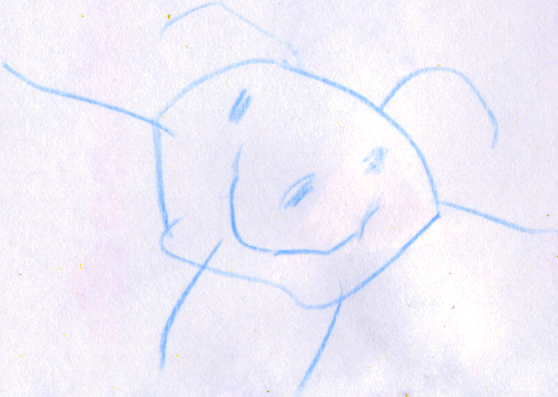
Personne qui sourit (tête et corps ensemble) dessinée par un enfant de 4 ans et demi.

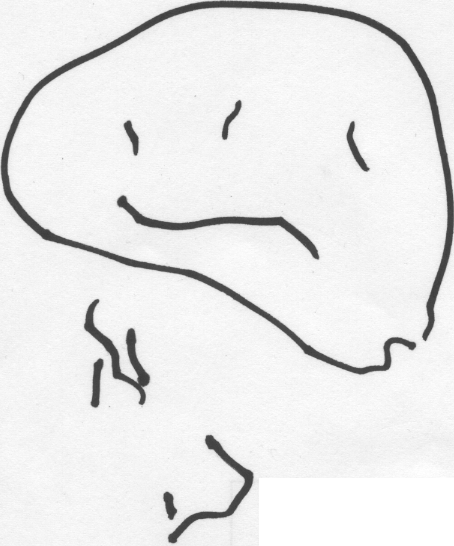
Dessin d'un bonhomme par un enfant âgé de 2 ans et demi.

Le test du dessin du bonhomme (en anglais : DAP test (Draw-A-Person test)) ou test du bonhomme de Goodenough (en) (Human Figure Drawing ou HFD pour les anglophones) est un test projectif de personnalité, et un test cognitif portant de maturité perceptivocognitive et l'expression émotionnelle (et parfois esthétique). Il est principalement utilisé pour évaluer l'image du corps telle que perçue par la personne le dessinant, et trois aspects du développement (étroitement liés) : le développement physique et moteur, le développement cognitif, la maturité et l'interaction sociale et émotionnelle de la personne qui a fait le dessin. Initialement prévu pour les enfants, des variants ont ensuite été utilisés auprès d'adolescents, d'adultes et personnes âgées.
Il consiste à demander à une personne (enfant le plus souvent) de dessiner une personne (un « bonhomme » pour les jeunes enfants). Il permet à des psychologues formés à cet exercice d'analyser certains aspects cognitifs et émotionnels du développement de l'enfant, ou certaines régressions chez la personne âgée. Le psychomotricien peut aussi en retirer des indices sur la manière dont l'enfant ou la personne âgée appréhende son schéma corporel et comment cette appréhension évolue dans le temps. L'analyse interprétative du dessin permet une double approche :
- approche normative (centrée sur les éléments du dessin : type de trait, taille, placement et détails, qui peuvent révéler des informations sur la perception de soi par l'enfant ou la personne âgée, et sur ses relations avec autrui et son environnement)
- approche qualitative (centrée sur le symbolisme des représentations graphiques).

Le test du bonhomme n'est pas tant un outil de diagnostic formel pour l'intelligence (ou la santé mentale) qu'une fenêtre ouverte sur le monde intérieur de celui qui dessine (enfant non verbal éventuellement), montrant d'éventuels traumatismes, et certaines de ses aptitudes, pouvant aider le psychologue à identifier des sujets nécessitant une attention particulière (de même que d'autres tests basés sur le dessin, tels que le « test de l'arbre (en) » ou le « test du dessin de la famille »), dans l'évaluation psychologique, plutôt utilisé chez les enfants de 6 à 10 ans ; il ne permet pas à lui seul de tirer des conclusions définitives sur l'état psychologique d'un enfant ou d'une personne, et il peut être inadéquat chez les enfants porteurs de troubles perceptivo-moteurs, de certains troubles psychologiques ou de handicap (moteur, physique, mental, sensoriel (surdité par exemple)) modifiant leur aptitude à dessiner. Mais, de manière générale, effectué par un professionnel (formé à la psychologie du développement et à l'interprétation du symbolisme) et combiné à d'autres tests, il peut aider à évaluer la maturité psychologique de l'enfant, son état ou équilibre émotionnel, relationnel et social ; et sa maturité (motrice, développementale et perceptive) d'autre part, en permettant d'identifier chez l'enfant ou l'adolescent certaines difficultés, certains troubles émotionnels (éventuellement passagers et liés à un contexte particulier).
Depuis les années 1990, ce test est, peu à peu, de plus en plus, utilisé dans l'accompagnement psychothérapique de la personne âgée, chez laquelle il peut avoir une valeur psychométrique pour le diagnostic de démence ou d'une dépression. Certains auteurs, tel Frédéric Brossard (2021), mobilisent pour leur analyse du dessin des référentiels phénoménologique et/ou psychanalytique, toujours basés sur l'histoire et le vécu de l'individu, pour par exemple repérer des indices visuels évoquant « angoisse de mort, assises identitaires, angoisse de persécution, estime de soi, angoisse de morcellement, identification sexuée, mouvement dépressif ». Il est également apparu intéressant d'analyser (après une étude sur 40 personnes âgées d'un EHPAD, à qui on a demandé de dessiner un personnage, en précisant ce que ce personnage pourrait dire s'il pouvait parler) le dessin, ainsi que les commentaires de la personne qui l'a dessiné, afin de mieux comprendre sa pensée et ses relations aux autres et au monde.

## Principe
Le principe sous-jacent au test est que, globalement, le personnage dessiné représente la personne et que la feuille de papier restante, laissée propre ou occupée par un décor ou d'autres personnages, reflète l'environnement de la personne qui dessine. De plus, un enfant « porteur d'un handicap » ou en situation de traumatisme ou de trouble de stress post-traumatique est susceptible d'avoir une représentation déficiente ou 'anormale' de son propre corps (schéma corporel disproportionné ou déformé), ou une image du corps altérée, par exemple si dans sa vie, « il baigne dans un milieu non accueillant, voire rejetant » (négligence, maltraitance, etc.). Selon Florence L. Goodenough, le contenu et la qualité, ainsi que la présence ou absence de certains détails des dessins reflètent le développement intellectuel de l'enfant.
De nombreux psychologues utilisent aussi ce test comme une aide utile dans la construction du rapport entre le thérapeute et son patient. Selon Gross & Hayne (1998), le dessin du bonhomme est aussi pour le psychologue un support facilitant la verbalisation d'émotions latentes par l'enfant.
Hormis chez les aveugles ou chez certains porteurs de handicaps moteurs empêchant ou limitant la capacité à dessiner, la compétence en dessin ne semble pas, en âge préscolaire, induire de biais important chez les évaluateurs formés au test DAP (une étude (2018) a recherché si des facteurs tels que la motricité fine, la motricité globale, les compétences sociales, cognitives et langagières des enfants pouvaient limiter l'intérêt du test. L'auteure a conclu que la motricité fine était à prendre en compte, et que le fait d'être un garçon et d'être né avec un faible poids à la naissance étaient associés à des scores plus faibles au test, suggérant que ce test pourrait aussi aider à dépister un trouble de la motricité fine, notamment chez les enfants à risque, tels que les garçons nés avec un faible poids à la naissance. L'auteure suggère que les chercheurs utilisent des tests basés sur le dessin de figures humaines pour mesurer l'intelligence, devraient évaluer la motricité fine, en plus de l'intelligence).

## Autres tests projectifs
D'autres tests projectifs, éventuellement complémentaires, parfois associés entre eux et/ou complétés d'un entretien semi-directif, sont par exemple,, :
- la Dame sous la pluie proposé par Fay (1934) ;
- Le House Tree-Person (HTP) proposé par John N. Buck[14] (1948) ;
- le Test de l'arbre proposé par Karl Koch (1969) puis Femandez (2008) ;
- le test du Dessin de la famille proposé par Louis Corman (1970) ou Jourdan-Ionescu & Lachance[15] (2000) ;
- le test de la Maison-Arbre-Chemin (MAC) ;
- le test du dessin d'un bonhomme « qui n'existe pas » (Annette Karmiloff-Smith (en), 1990[16]) ;
- le test du dessin d'une personne cueillant une pomme à un arbre (Gantt et Tabone, 1998[17]) ;
- le test dessin d'un bonhomme en commençant par le pied (René Baldy, 2010[18]).

On demande parfois à la personne de dessiner un bonhomme ou une personne (sans précision), puis une fois le dessin terminé, d'en dessiner un autre "qui n'existe pas" (on peut faire de même avec une maison, un arbre, un animal pour tester la créativité et la capacité à répondre à une contrainte). Dans ce cas, les plus jeunes (4-6 ans) n'apportent que des changements simples (taille, forme), alors que les 8-10 ans ajoutent plus de détails, et introduisent des idées et éléments nouveaux dans leurs seconds dessins (la flexibilité dans la représentation dessinée s'améliore avec l'âge, avec une capacité qui fait un bond entre 6 et 8 ans.

## Histoire
Imuta et al. (2013) notent que le dessin d'enfant intéresse les scientifiques depuis au moins la fin du XIXe siècle. Les chercheurs observent que les dessins d'enfants sont de plus en plus détaillés et réalistes avec l'âge, et qu'ils passent par des stades universels avec vers 4 ans un « bonhomme têtard » (tête et torse formant une seule figure, avec souvent les bras et les jambes en traits simples). Puis en fin d'école maternelle, les différentes parties du corps sont dessinées, à leur bon endroit. Entre 7 et 11 ans, les détails apparaissent dans les vêtements, les accessoires, les coiffures et le décor, aboutissant généralement à plus de réalisme dans la figure humaine vers 10 à 12 ans.
Le dessin est utilisé en psychologie depuis au moins un siècle ; la première version du test du bonhomme est mise au point, à partir d'un ensemble de plus de 3500 enfants, par Florence Goodenough (en) et publiée en 1926. Appelé le Goodenough Draw-a-Man test, il est décrit dans son livre Measurement of Intelligence by Drawings,. Initialement, le dessin, étudié et coté sur la base de 53 éléments, apporte des renseignements non pas sur l'intelligence, mais sur le stade le développement intellectuel de l'enfant.
En 1936, Fay propose un volet supplémentaire à l'évaluation, concernant l'affectivité.
En 1949, Karen Machover (en) (psychologue clinicienne et psychanalyste américaine), enrichit le test. Après un premier dessin répondant à la consigne simple "Draw a person" (dessinez un personnage), qui selon elle, représente la personne telle qu'elle souhaite, consciemment ou non, apparaître aux autres ; elle ajoute une seconde consigne : dessinez un second personnage, de sexe opposé au premier (sur une nouvelle feuille), ce second dessin pouvant révéler selon elle, des aspects plus profonds de la personnalité, et des préoccupations du sujet pas ou peu apparentes dans le premier dessin, relevant plus de l'inconscient et d'une représentation plus précise de l'image réelle de soi, des besoins et des conflits de la personne qui dessine. Machover estime que ces deux dessins contiennent des indices de niveau intellectuel, et d'expression d'éléments de la personnalité, de la vie intérieure et des besoins de la personne, via son identification corporelle. Selon Joel Von Ornsteiner (1999), « il n'est pas rare de voir la figure masculine tordue en perspective afin de mettre en valeur une fesse surdéveloppée. On peut l'observer aussi bien chez des personnages nus que habillés, de profil ou de face. Souvent, la région des hanches présente une confusion, une rupture ou un changement de ligne, ou un élargissement particulier, en conjonction avec un traitement visible des fesses ». En 1949, Machover a estimé que chez l'homme, dessiner de manière inhabituellement marquée les hanches et les fesses, ou dessiner une femme en premier, ou encore des lèvres ombrées, des jambes vues en transparence au travers du pantalon, des organes génitaux nus, des vêtements ombrés, une silhouette féminine vue en transparence, un nez masculin grand et effacé et redessiné, ou un pied phallique (longueur au moins 3 fois la largeur) et/ou la pointe ombrée du pied, ou encore une ceinture ombrée, et la présence de cils sont d'autres indices d'homosexualité. 
Un demi-siècle plus tard (en 1999), après d'autres études ayant abouti à des résultats contradictoires sur l'hypothèse de Machover, Joel Von Ornsteiner a, dans sa thèse, voulu vérifier cette hypothèse via une analyse, faite par trois personnes, du test rempli par 200 hommes dont la moitié déclarés homosexuels et l'autre hétérosexuels). Von Ornsteiner n'observe pas de différence significative entre ces deux groupes, ce qui met en doute l'hypothèse de Machover relative aux effets de l'homosexualité masculine sur le dessin, en tous cas dans le contexte de toute la fin du XXe siècle (« Des spéculations ont été faites concernant les résultats très divergents des études précédentes et de cette enquête. La majorité des recherches passées ont été faites dans des contextes institutionnels, et il y a eu des changements culturels au cours des cinquante dernières années à la fois dans la psychologie et la tolérance de la société envers l'homosexuel masculin »).
En 1956, Florence Goodenough publie un article sur les liens entre l'intelligence et le dessin du bonhomme.
En 1958, E.F Hammer publie The clinical application of projective drawing.
En 1963, le docteur Dale B. Harris en publie une première révision (baptisée Goodenough-Harris Drawing Test ou GHDT), où les enfants sont successivement invités à dessiner trois images représentant : un homme, une femme et un dessin de soi. Harris crée à cette occasion un nouveau système de notation de la maturité globale, basé sur la précision des détails et la proportion générale du dessin de l'homme et de la femme (mais ne produit pas de notation pour l'auto-portrait). Il augmente ainsi la portée du test, en s'appuyant sur des statistiques, et une nouvelle grille d'analyse plus explicite, qu'il publie dans son livre Children's Drawings as Measures of Intellectual Maturity (1963).
En 1984, Jean-Claude Royer (psychologue et chercheur) produit une grille d'analyse du dessin du bonhomme, visant à mieux détecter les éléments de la personnalité de l'enfant.
En 1988, Jack A. Naglieri crée le test Draw-A-Person : A Quantitative Scoring System (DAP :QSS), intégrant une notation pour l'auto-portrait, et une notation composite pour les trois dessins, avec aussi des critères de notation plus spécifiques, en précisant les scores standard, avec des normes pour les intervalles allant jusqu'au quart d'année,.
D'autres auteurs (tels Riethmiller & Handler, 1998; Merritt & Kok, 1997) ont écrit sur ce test qu'ils utilisent, maintenant souvent désigné par le nom de Goodenough–Harris Drawing Test. Dans les années 2020, des chercheurs travaillent encore à sa mise à jour ou à affiner des échelles standardisées permettant l'analyse de ces dessins.
Gérontologie : Grâce, notamment, aux autoportraits de William Utermohlen, qui se modifient profondément au fur et à mesure de la progression de la maladie d'Alzheimer qui le touchait, on sait que le dessin peut refléter de nombreux aspects de la vie intérieure et de l'image de soi. Le test du dessin du bonhomme a aussi été utilisé chez des personnes âgées, dans une approche psychométrique, notamment pour le diagnostic de la démence ou de la dépression, ou encore dans le cadre de l'art-thérapie avec des seniors, chez qui il semble pouvoir améliorer la mémoire et la capacité de concentration (dans le contexte d'une maladie d'Alzheimer notamment). Selon le psychologue clinicien et psychanalyste Frédéric Brossard (2021), il peut améliorer l'accompagnement psychothérapique et les approches cliniques, en permettant, par exemple de détecter une angoisse de mort ou de persécution, des assises identitaires, l'estime de soi, des phénomènes de morcellement de l'identité, de l'identification sexuée, un état dépressif. Une étude (2022) s'inspirant à la fois de la psychanalyse et de la phénoménologie a utilisé ce test dans le contexte psychothérapique de la démence avec dysphorie de genre ; un trouble de l'identité sexuée qui peut, pour le patient, jouer un grand rôle dans l'« ordonnancement » de son monde intérieur. Pour le thérapeute, le dessin peut être une fenêtre ouvrant sur la sphère affective, les espoirs et les attentes de son patient (« qu'elles soient imaginaires ou réelles »), alors qu'en dépit de troubles de la mémoire la personne peut encore entretenir une riche vie psychique.

## Protocole
- Chez l'enfant : une feuille de papier A4 et un crayon à papier sont donnés à l'enfant qui est installé dans une position confortable pour dessiner, avec une consigne claire et simple telle que « Tu vas dessiner un joli bonhomme, le plus joli que tu peux »[36].
- Chez la personne âgée, en complément de ce type de consigne, on peut aussi inviter à commenter le dessin et à demander ce que le personnage dessiné dirait s'il pouvait parler : selon les psychologue clinicienne Vial-Awada et Montani (2008), de l'Université Pierre-Mendès-France, et du Département de Médecine Gériatrique et Communautaire du CHU de Grenoble, l'interprétation psychodynamique du commentaire peut s'appuyer sur cinq axes : « la capacité d'attribution d'une parole au personnage, l'accent porté sur les relations interpersonnelles, la relation à soi, l'harmonie des identifications projetées dans le commentaire et le dessin, et enfin la qualité de la phrase produite », apporte un matériel clinique supplémentaire au dessin, éclairant par exemple « les relations d'objet, l'assise narcissique et les processus de pensée du sujet vieillissant »[7].

## Ce que révèle le test
Il « est utilisé dans l'examen psychologique. Il représente le Soi de l'enfant — son image corporelle, son identité, sa sensibilité. », ou de la personne âgée.

### Schéma corporel
Le « test du dessin du bonhomme » « permet aux psychomotriciens d'évaluer l'idée que l'enfant ou la personne âgée ou démente possède de son schéma corporel [...] ainsi que de donner des informations sur l'image du corps » de la personne au moment du dessin. Le dessin présente l'image (plus ou moins fidèle selon l'âge, la personne et ses efforts de dessinateur/trice) d'un corps (parfois la personne précise spontanément s'il s'agit du sien ou celui d'une personne qu'il connait).
L'image corporelle se développe et se construit avec l'âge et, comme le rappelle Françoise Dolto, selon les expériences sensorielles vécues, l'apprentissage et des attitudes émotionnelles : « le schéma corporel spécifie l'individu en tant que représentant de l'espèce, quels que soient le lieu, l'époque où les conditions dans lesquels il vit (……) l'image du corps est la synthèse de nos expériences émotionnelles : interhumaines, répétitivement vécues à travers les sensations érogènes, électives, archaïques ou actuelles » ; l'image du corps est une « mémoire inconsciente de tout le vécu relationnel »
Chez l'enfant, l'analyse s'appuie sur des « étalonnages » du test, basés sur le type de dessin généralement associé à tel ou tel âge:
sachant que l'image du corps compris comme unité corporelle naîtrait au stade du miroir.
1. Le « Bonhomme têtard », globalement caractérisé par une tête avec des jambes attachées, sans corps distinct correspond à une étape normale du développement de la représentation humaine chez l'enfant. Il est attendu d'un enfant de 3 ans ;
2. Le  « Bonhomme Conventionnel », qui comprend généralement une tête, un corps et des membres, ainsi que des détails tels que les yeux, le nez et la bouche, puis les oreilles, les cheveux est attendu vers l'âge de 4 - 5 ans. L'enfant appréhende encore mal les proportions corporelles, mais fait preuve d'une compréhension croissante de la structure corporelle humaine, et le dessin peut être scénarisé (il raconte explicitement quelque chose) ;
3. un « Bonhomme Réaliste » est dessiné par l'enfant à partir de de 9 à 12 ans. Il est plus détaillé. Ses proportions sont généralement plus réalistes. Des détails tels que les vêtements et chaussures, des cheveux/coiffures et des expressions faciales de plus en plus complexes apparaissent. Le personnage est parfois accompagné d'un décor, d'un texte, éventuellement sous forme de bulle, etc.

Les variations individuelles sont importantes, parfois dues au contexte familial, ethnique et socioculturel, à une instabilité psychomotrice ou à un handicap (Cromer (1983) constate par exemple que des enfants porteurs d'« aphasie acquise avec trouble convulsif » se montrent capables de dessiner et construire une figure complexe en utilisant une méthode sérielle, mais n'y arrivent pas si on leur demande d'utiliser la planification hiérarchique pour construire le modèle en termes de sous-unités. Leurs scores de capacité hiérarchique est aussi moindre que ceux d'enfants profondément sourds, et d'enfants normaux, du même âge) ; et chaque enfant se développe à son rythme mais certains jalons développementaux sont attendus à des âges spécifiques. Ce sont eux, qui avec d'autres indices, guident les professionnels pour distinguer les dessins correspondant à un développement typique de ceux qui pourraient indiquer un retard ou une difficulté particulière.

### Psychologie du dessin
Le psychologue Julian Jaynes, dans son livre de 1976 The Origin of Consciousness in the Breakdown of the Bicameral Mind, écrit qu'il « est administré de façon routinière pour mettre au jour la schizophrénie ». Même si la plupart des personnes atteintes de cette maladie peuvent dessiner un bonhomme, leurs dessins montrent régulièrement un ou plusieurs graves défauts, symptômes de désordre intérieur. Parmi les défauts les plus évidents, on note l'absence de « parties anatomiques évidentes, tels les mains ou les yeux », des « traits embrouillés ou non connectés », sexe ambigu ou encore une distorsion généralisée.
Toutefois, ce test n'a pas fait l'objet de validation en ce qui concerne la détection de la schizophrénie. Par ailleurs, les psychologues L. J. Chapman et J. P. Chapman, dans leur étude de la corrélation illusoire publiée en 1967, ont démontré que des étudiants en psychologie et des psychologues cliniciens surestiment les indices annonciateurs d'un trouble de santé mentale.

### Études sur d'éventuels biais, et variantes du test
- Une étude publiée en 1982, a proposé à 112 étudiantes et 95 étudiants une variante du test de dessin du bonhomme : l'instruction écrite était : « Dessiner un homme "sexy", un homme "moyen", une femme "sexy", et une femme "moyenne" ».

L'étude s'est intéressée d'une part à l'éventuelle influence du statut des expérimentateurs faisant passer le test, sachant que les étudiant(e)s étaient, soit encadré(e)s par des expérimentateurs de « haut rang » (professeurs) soit de « bas rang » (pairs étudiants). Ce travail a conclu que ni le statut, ni le sexe des expérimentateurs n'a influencé les dessins. Il a aussi montré ou confirmé que les dessins « sexy » étaient toujours plus grands que les dessins « moyens » ; et que les hommes étaient souvent dessinés plus grands que les femmes.

### Test d'intelligence, d'âge mental ou de santé mentale?
Le test du dessin du bonhomme est par certains présenté et utilisé comme test d'intelligence, alors associé à un système de notation traduisant des scores de dessin en scores de QI, ou en classes d'âge mental, comme c'est le cas avec le DAP :QSS (Naglieri, 1988), le DAP :IQ (Reynolds & Hickman, 2004) ou le test de dessin Goodenough-Harris (Goodenough & Harris) de 1963.
D'autres auteurs estiment qu'il peut aider au diagnostic, mais qu'il ne peut pas fiablement tester l'intelligence, l'âge mental ou la santé mentale. Ainsi, Harlene Hayne et son équipe, qui ont comparé les résultats du test du dessin du bonhomme aux résultats du Wechsler Preschool and Primary Scale of Intelligence chez 100 enfants, ont trouvé une corrélation très faible (r=0,27) entre les scores du test et le QI, avec un taux élevés de faux positifs et de faux négatifs quand il s'agissait de dépister le fonctionnement intellectuel limite ou supérieur. 
De même, concernant la santé mentale : les résultats obtenus chez des enfants et des jeunes hospitalisés en psychiatrie n'ont pas réussi à appuyer la relation hypothétique entre les dessins de figures humaines et le QI. Selon eux, ce test ne devrait pas être utilisé comme substitut à d'autres tests d'intelligence mieux établis.
Les avis divergent sur la validité des tests psychologiques basés sur les dessins, y compris dessins de figures humaines.
Par exemple S. Motta et al. en 1993 jugent leur usage fréquemment abusifs quand il s'agit d'évaluer ou prédire la personnalité, les comportements et émotions ou encore le fonctionnement intellectuel, au vu d'études de validité prédictive, selon eux, insuffisantes. Motta et al. estiment que « la facilité d'administration et les rapports anecdotiques de précision prédictive (de ces tests) sont présentés comme explications de leur utilisation continue » mais que d'autres « mesures, valides, existantes du fonctionnement comportemental et cognitif rendent superflue l'utilisation de dessins de figures humaines ». Cet avis a été aussitôt critiqué par Kamphaus et Pleiss (1993) au motif qu'il est basé sur une approche n'ayant pas pris en compte les méthodes et notations récentes d'interprétation de ce type de dessins, qui selon Naglieri et al. (1991) plaident pour une utilité réelle pour le dépistage des troubles émotionnels (ex : étude de validité, de JA Naglieri et al. en 1991).
En 2002, une étude de la validité de la Procédure de dépistage des troubles émotionnels chez des jeunes à risque élevé, par HC Matto
a voulu savoir si le test Draw-A-Person : Screening Procedure for Emotional Disturbance (DAP:SPED ; J.A. Naglieri, TJ McNeish et An. Bardos, 1991) était significativement prédictif du fonctionnement comportemental chez les enfants de 6-12 ans (panel recruté dans des établissements de traitement ambulatoires). Ce travail a conclu que le total du DAP:SPED (scores hommes, femmes et soi additionnés) était un prédicteur significatif des variations des troubles comportementaux intériorisants. D'autres études ont plaidé en faveur de la validité de ce test,.
Adeline et Lefebvre (2021) attirent l'attention sur le fait qu'il faut aussi prendre en compte le bilinguisme précoce de l'enfant quand il existe, car il améliore les performances au test concernant la flexibilité représentationnelle et procédurale (par rapport aux bilingues successifs et aux monolingues de 5 et à 8 ans). Les résultats confirment que les jeunes enfants bilingues sont en moyenne plus créatifs (plus d'innovations inter-catégorielles observables dès l'âge de 5 ans (contre 8 ans chez les monolingues), mais ils sont moins différents concernant les aspects procéduraux. L'on admet généralement que les enfants bilingues ont une meilleure flexibilité cognitive (Carlson & Meltzoff, 2008), car ils doivent gérer deux systèmes langagiers et passer de l'un à l'autre.

### Citations originales
1. ↑  (en) « routinely administered as an indicator of schizophrenia »
2. ↑  (en) « obvious anatomical parts like hands and eyes »
3. ↑  (en) « blurred and unconnected lines »